# 伊博尔菲奥
伊博尔菲奥，是匈牙利佐洛州所辖的一个村，总面积2.59平方公里，总人口12，人口密度4.6人/平方公里（2010年1月1日）。